# Restaurazione Kenmu
La restaurazione Kenmu (建武の新政?, Kenmu no shinsei) fu un periodo della storia giapponese che intercorse tra il 1333 e il 1336. Segna il periodo di tre anni successivo alla guerra Genkō, che comprende la caduta dello shogunato Kamakura e il sorgere dello shogunato Ashikaga, quando l'imperatore Go-Daigo tentò di ristabilire il potere imperiale togliendolo ai bakufu.

## Storia

### Caduta dello shogunato di Kamakura
Durante questo periodo, Go-Daigo tentò di porre fine al dominio degli shōgun e ripristinare il dominio imperiale, che ponesse fine al periodo Kamakura. All'inizio del XIV secolo, il governo militare, chiamato Bakufu Kamakura e controllato dal clan Hōjō, perse influenza: lo sforzo richiesto per respingere le tentate invasioni mongole del Giappone nel 1274 e nel 1281 fu molto costoso per premiare i capi provinciali che si erano radunati sotto la sua bandiera.
Nel 1318, Go-Daigo salì al trono come membro del ramo Daikaku-ji della Casa Imperiale, ma in seguito si rifiutò di cedere il trono a un membro del ramo Jimyō-in e divenne determinato a rovesciare lo shogunato. Go-Daigo lanciò la Guerra Genkō nel 1331 contro lo Shogunato di Kamakura, ma fu sconfitto e costretto all'esilio nelle Isole Oki. Go-Daigo lanciò una seconda rivolta, e con l'assistenza del generale disertore di Kamakura Ashikaga Takauji e il leader ribelle Nitta Yoshisada, sconfissero lo shogunato di Kamakura durante l'assedio di Kamakura nel 1333.

### Nuovo governo
L'imperatore Go-Daigo dichiarò annullati sia il regno dell'imperatore Kōgon che il nome dell'era Shōkyō e annunciò che tutti i decreti imperiali firmati da Kōgon, o le nomine del tribunale da lui fatte, non erano validi. Rivendicò la proprietà di alcuni manieri di cui la sua famiglia aveva precedentemente perso il controllo, premiando con essi, tra gli altri, templi buddisti come Tō-ji e Daitoku-ji nella speranza di ottenere il loro sostegno. Tuttavia non riuscì a tutelare i diritti degli affittuari e dei lavoratori, le cui lamentele si riversarono nei monasteri. Inoltre non ricompensò mai adeguatamente i sostenitori dei suoi samurai, come avrebbe potuto fare usando le terre delle terre confiscate degli Hōjō. Dopo aver premiato le istituzioni religiose, si preparò a ridistribuire le terre degli Hōjō, e i samurai vennero da lui in gran numero per rivendicare le loro pretese. Le ricompense più grandi furono date ai samurai, tra cui Nitta Yoshisada, l'uomo che aveva distrutto lo shogunato di Kamakura, e Ashikaga Takauji. Così facendo, tuttavia, non riuscì a restituire il controllo delle province ai civili. Ma il suo errore più grande fu non ricompensare adeguatamente i guerrieri minori che lo avevano sostenuto. I tribunali istituiti allo scopo erano inefficienti e troppo inesperti per il compito, e la corruzione era diffusa. La rabbia dei samurai fu aggravata dal fatto che Go-Daigo, volendo costruire un palazzo per sé ma non avendo fondi, riscosse tasse extra dalla classe dei samurai. Un'ondata di inimicizia nei confronti della nobiltà iniziò a percorrere il paese, rafforzandosi nel tempo. Il Taiheiki registra anche che, sebbene Takauji e Yoshisada fossero riccamente ricompensati, gli uffici di shugo e jitō in più di cinquanta province andò a nobili e burocrati di corte, senza lasciare niente ai guerrieri. Entro la fine del 1335 l'imperatore e la nobiltà avevano perso ogni sostegno della classe guerriera.

### Il nuovo governo crolla
Go-Daigo voleva ristabilire il suo dominio a Kamakura e nell'est del paese senza inviare uno shōgun, quindi mandò suo figlio di sei anni, il principe Noriyoshi, nella provincia di Mutsu (la parte orientale dell'odierna regione di Tōhoku, che si estende dalla prefettura di Fukushima a sud fino alla prefettura di Aomori a nord) e lo nominò governatore generale delle province di Mutsu e Dewa, mentre il fratello minore di Ashikaga Takauji, Tadayoshi scortò un altro dei suoi figli, l'undicenne Narinaga a Kamakura, dove lo insediò come governatore della provincia di Kōzuke con se stesso come vice e sovrano de facto.
Successivamente, un terzo figlio di Go-Daigo, il principe Morinaga, fu nominato sei-i taishōgun (征夷大将軍?, lett. "grande generale dell'esercito che sottomette i barbari") insieme a suo fratello Norinaga, una mossa che suscitò immediatamente l'ostilità di Ashikaga Takauji, il quale credeva che la classe militare avesse il diritto di governare e si considerava, poiché gli Ashikaga discendevano da un ramo del clan Minamoto, un restauratore del potere Minamoto. Quando la guarnigione Hōjō a Rokuhara fu distrutta nel 1333, intervenne immediatamente e installò lì il suo ufficio (奉行?, bugyō). Manteneva l'ordine in città estendendo la sua autorità al controllo dei viaggi lungo le strade, al rilascio dei passaporti e all'esercizio dei diritti precedentemente appartenenti ai deputati dello shogunato (i Rokuhara Tandai). Il suo distinguersi come rappresentante dell'esercito lo rese un punto di aggregazione per il malcontento dei guerrieri. I samurai lo vedevano come l'uomo che poteva riportare il periodo di massimo splendore dello shogunato, e quindi la sua forza era superiore a quella di qualsiasi altro samurai, incluso Nitta Yoshisada.
Il giorno di Capodanno del 1334 il principe imperiale Tsunenaga fu nominato principe ereditario e fu dato all'era il nome Kenmu.
La tensione tra l'imperatore e gli Ashikaga crebbe gradualmente, finché Takauji fece arrestare Morinaga con un pretesto e lo rinchiuse prima a Kyoto, poi lo trasportò a Kamakura, dove il principe fu tenuto prigioniero fino alla fine dell'agosto del 1335.
Anche dopo il crollo del Kamakura Bakufu, diverse province, in particolare quelle per le quali il clan Hōjō deteneva precedentemente il governatorato, insorsero in una contro-ribellione e nel settimo mese (lunare) nella provincia di Shinano (l'odierna prefettura di Nagano). Hōjō Tokiyuki, figlio dell'ultimo reggente Takatoki, cercò di ristabilire lo shogunato con la forza e sconfisse Tadayoshi a Musashi, nell'odierna prefettura di Kanagawa. Tadayoshi dovette fuggire, così prima di andarsene ordinò la decapitazione del principe Morinaga. Kamakura era quindi temporaneamente nelle mani di Tokiyuki, appresa la notizia, Takauji chiese all'Imperatore di nominarlo sei-i tai-shōgun in modo che potesse sedare la rivolta e aiutare suo fratello. Quando la sua richiesta fu respinta, Takauji organizzò le sue forze e tornò a Kamakura senza il permesso dell'Imperatore, sconfiggendo gli Hōjō, poi si stabilì nel quartiere Nikaidō di Kamakura. Quando fu invitato a tornare a Kyoto, fece sapere tramite suo fratello Tadayoshi che si sentiva più al sicuro dove si trovava, e iniziò a costruirsi una villa a Ōkura, dove si trovava la residenza del primo shōgun Kamakura, Minamoto no Yoritomo.
Verso la fine del 1335 diverse migliaia di uomini dell'imperatore erano pronti per andare a Kamakura, mentre un grande esercito al comando di Kō no Moroyasu si stava precipitando lì per aiutare gli Ashikaga a resistere all'attacco. Il 17 novembre 1335, Tadayoshi lanciò un messaggio a nome di suo fratello chiedendo a tutti i samurai di unirsi agli Ashikaga e distruggere Nitta Yoshisada. La Corte, nel frattempo, aveva fatto il contrario, ordinando ai samurai di tutte le province di unirsi a Yoshisada e distruggere i due Ashikaga. La guerra iniziò con la maggior parte dei samurai convinti che Takauji fosse l'uomo di cui avevano bisogno per rimediare alle loro lamentele, e la maggior parte dei contadini era convinta di essere stata meglio sotto lo shogunato. La campagna ebbe quindi un enorme successo per gli Ashikaga, con un gran numero di samurai che accorsero per unirsi ai due fratelli. Entro il 23 febbraio dell'anno successivo Nitta Yoshisada e l'Imperatore avevano perso, e la stessa Kyoto era caduta. Il 25 febbraio 1336 Ashikaga Takauji entrò nella capitale e la Restaurazione Kenmu terminò.
Takauji, dopo essere entrato nella capitale, fece installare sul trono il fratello minore di Kōgon, Kōmyō, creando la Corte settentrionale. Nel nono mese, l'imperatore Go-Daigo nominò il principe imperiale Kanenaga sei-i tai-shōgun e lo inviò nel Kyūshū, mentre Yoshisada Nitta si recò nell'Hokuriku (la regione a nord-nordest di Kyoto) in obbedienza a Principi Imperiali Tsunenaga e Takanaga. Nell'undicesimo mese, l'imperatore Go-daigo discese dal monte Hiei e fece pace con la fazione Ashikaga, consegnando le tre insegne imperiali all'imperatore Kōmyō, ma nel dodicesimo mese fuggì da Kyoto e si stabilì a Yoshino, dopodiché stabilì la Corte Yoshino (la Corte del Sud), sostenendo che le insegne che aveva passato a Kōmyō fossero false e insistendo sul fatto che lui era l'unico imperatore legittimo.

## Periodo Nanboku-chō
La conseguenza della fine della restaurazione Kenmu fu il Periodo Nanboku-chō (南北朝時代?, Nanboku-chō jidai), detto anche Periodo delle Corti del Nord e del Sud, che va dal 1336 al 1392 e che vide l'esistenza e la contrapposizione di due corti imperiali in Giappone nei primi anni del periodo Muromachi sotto lo shogunato Ashikaga. La Corte del Nord, insediata dallo shōgun Ashikaga Takauji, aveva sede a Kyōto, mentre la Corte del Sud era stata fondata dall'imperatore Go-Daigo che aveva trovato rifugio a Yoshino presso Nara.

## La restaurazione Kenmu nell'arte
Nel romanzo di storia alternativo ed ucronico Romanitas di Sophia McDougall, la Restaurazione Kemmu diventa un importante evento nella storia giapponese, come la Restaurazione Meiji nella realtà. In questo periodo, l'imperatore Go-Daigo (furtivamente) ha acquisito la tecnologia della polvere da sparo da un ancora esistente (e ascendente) Impero Romano, e ha gettato le basi per Nionia per sfidare Roma per la supremazia globale per i secoli a venire.